# Max Schneider (Mediziner)
Max Schneider (* 21. Oktober 1904 in Radelfingen; † 13. August 1979 in Losone) war ein schweizerisch-deutscher Physiologe.
Nach dem Studium der Medizin arbeitete Schneider von 1928 bis 1932 als Assistent an der Kinderklinik und am Physiologischen Institut der Albert-Ludwigs-Universität Freiburg und wechselte dann an das Physiologische Institut der Georg-August-Universität Göttingen. Im Jahr 1934 wurde er dort Dozent bei Hermann Rein. Von 1939 bis 1943, ab 1940 als Professor und Direktor, war er am Physiologischen Institut der Medizinischen Akademie Danzig tätig, wo er – finanziell unterstützt von der DFG, bei der er im Oktober 1941 Gelder beantragt hatte – unter anderem die Durchblutung und die Sauerstoffversorgung des Gehirns, insbesondere bei Sauerstoffmangel, untersuchte, was von Hubertus Strughold als kriegswichtig bescheinigt worden war. Mit dem physiologischen Thema habilitierte sich 1943 Schneiders Mitarbeiter Werner Noell, der mit Schneider 1941 die Durchblutungsversuche in der Zeitschrift Luftfahrtmedizin veröffentlichte und mit Richard Lindenberg, Oberarzt bei Hugo Spatz, nach Kriegsende von den Amerikanern angeworben wurde. Im Jahr 1943 wurde Schneider als ordentlicher Professor an das Institut für normale und pathologische Physiologie der Medizinischen Fakultät der Universität zu Köln berufen, wo Kurt Wiemers drei Jahre als Assistent wirkte, und wo er bis zu seiner Emeritierung 1971 tätig war. 1957 wurde er in die Deutsche Akademie der Naturforscher Leopoldina aufgenommen.